# Resolutie 1137 Veiligheidsraad Verenigde Naties
Resolutie 1137 van de Veiligheidsraad van de Verenigde Naties werd op 12 november 1997 met unanimiteit aangenomen door de VN-Veiligheidsraad.

## Achtergrond
Op 2 augustus 1990 viel Irak zijn zuiderbuur Koeweit binnen en bezette het land. De Veiligheidsraad veroordeelde de inval middels resolutie 660 en later kregen de lidstaten carte blanche om Koeweit te bevrijden. Eind februari 1991 was die strijd beslecht en legde Irak zich neer bij alle aangenomen VN-resoluties.

## Inhoud

### Waarnemingen
Men had een brief van Irak ontvangen, die voorwaarden verbond aan de Iraakse medewerking aan de Speciale Commissie (de wapeninspecteurs), die eiste dat die Speciale Commissie niet langer verkenningsvliegtuigen zou inzetten, die vliegtuigen impliciet bedreigde en toegaf dat het land door de Speciale Commissie te inspecteren uitrusting had verplaatst. Al deze zaken waren onaanvaardbaar.
De Speciale Commissie zelf had gemeld dat twee van haar functionarissen de toegang tot Irak was ontzegd op basis van hun nationaliteit en dat (wapen)inspecteurs op diezelfde grond de toegang tot te inspecteren sites was ontzegd. Ook waren belangrijke stukken te inspecteren uitrusting verplaatst en was er geknoeid met waarnemingscamera's.
Diplomatiek overleg had niets uitgehaald en Irak was reeds eerder gewaarschuwd voor sancties als het niet zou voldoen aan de eisen.

### Handelingen
De Veiligheidsraad veroordeelde de voortdurende schendingen door Irak van de verplichtingen onder de resoluties en eiste dat het land volledig en onvoorwaardelijk meewerkte met de Speciale Commissie. Ook moest het land zijn beslissing om daar voorwaarden aan te verbinden onmiddellijk weer intrekken.
In overeenstemming met resolutie 1134 moesten alle landen onmiddellijk Iraakse functionarissen en militairen die verantwoordelijk waren voor de schendingen de toegang tot hun grondgebied ontzeggen. Daarvan werd in samenspraak met de Speciale Commissie een lijst opgemaakt. Deze provisies zullen pas eindigen de dag nadat de Speciale Commissie rapporteerde dat Irak de inspectieteams onmiddellijk, onvoorwaardelijk en ongehinderd toegang gaf tot eender welke site, uitrusting, gegevens, transportmiddelen en personen.

## Verwante resoluties
- Resolutie 1129 Veiligheidsraad Verenigde Naties
- Resolutie 1134 Veiligheidsraad Verenigde Naties
- Resolutie 1143 Veiligheidsraad Verenigde Naties
- Resolutie 1153 Veiligheidsraad Verenigde Naties (1998)

Lijst ·  1093 ·  1094 ·  1095 ·  1096 ·  1097 ·  1098 ·  1099 ·  1100 ·  1101 ·  1102 ·  1103 ·  1104 ·  1105 ·  1106 ·  1107 ·  1108 ·  1109 ·  1110 ·  1111 ·  1112 ·  1113 ·  1114 ·  1115 ·  1116 ·  1117 ·  1118 ·  1119 ·  1120 ·  1121 ·  1122 ·  1123 ·  1124 ·  1125 ·  1126 ·  1127 ·  1128 ·  1129 ·  1130 ·  1131 ·  1132 ·  1133 ·  1134 ·  1135 ·  1136 ·  1137 ·  1138 ·  1139 ·  1140 ·  1141 ·  1142 ·  1143 ·  1144 ·  1145 ·  1146